# لیلند (میسیسیپی)
لیلند (به انگلیسی: Leland) شهری در ایالت میسیسیپی کشور ایالات متحده آمریکا است که جمعیت آن در سرشماری سال ۲۰۱۰ میلادی، ۴٬۴۸۱
نفر بوده‌است.